# Liste der Boxweltmeister des Magazins The Ring

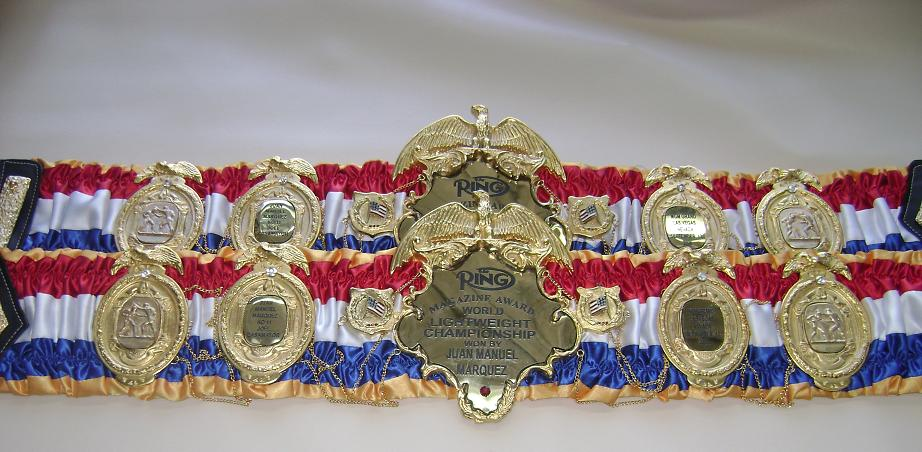
Weltmeistergürtel des Ring Magazine

Diese Liste der Boxweltmeister des Magazins The Ring bietet eine Übersicht über alle Boxweltmeister der ältesten Boxzeitschrift der USA, The Ring.

## Schwergewicht
| Nr. | Weltmeister         | Amt                                                                         |
| --- | ------------------- | --------------------------------------------------------------------------- |
| 1   | Jack Dempsey        | 1922 – 23. September 1926                                                   |
| 2   | Gene Tunney         | 23. September 1926 bis 31. Juli 1928                                        |
| 3   | Max Schmeling       | 12. Juni 1930 bis 21. Juni 1932                                             |
| 4   | Jack Sharkey        | 21. Juni 1932 bis 29. Juni 1933                                             |
| 5   | Primo Carnera       | 29. Juni 1933 bis 14. Juni 1934                                             |
| 6   | Max Baer            | 14. Juni 1934 bis 13. Juni 1935                                             |
| 7   | James J. Braddock   | 13. Juni 1935 bis 22. Juni 1937                                             |
| 8   | Joe Louis           | 22. Juni 1937 bis 1. März 1949                                              |
| 9   | Ezzard Charles      | 27. September 1950 bis 18. Juli 1951                                        |
| 10  | Jersey Joe Walcott  | 18. Juli 1951 bis 23. September 1952                                        |
| 11  | Rocky Marciano      | 23. September 1952 bis 27. April 1956                                       |
| 12  | Floyd Patterson     | 30. November 1956 bis 26. Juni 1959                                         |
| 13  | Ingemar Johansson   | 26. Juni 1959 bis 20. Juni 1960                                             |
| 14  | Floyd Patterson (2) | 20. Juni 1960 bis 25. September 1962                                        |
| 15  | Sonny Liston        | 25. September 1962 bis 25. Februar 1964                                     |
| 16  | Muhammad Ali        | 25. Februar 1964 bis 3. Februar 1971                                        |
| 17  | Joe Frazier         | 8. März 1971 bis 22. Januar 1973                                            |
| 18  | George Foreman      | 22. Januar 1973 bis 30. Oktober 1974                                        |
| 19  | Muhammad Ali (2)    | 30. Oktober 1974 bis 15. Februar 1978                                       |
| 20  | Leon Spinks         | 15. Februar 1978 bis 15. September 1978                                     |
| 21  | Muhammad Ali (3)    | 15. September 1978 bis 6. September 1979                                    |
| 22  | Larry Holmes        | 2. Oktober 1980 bis 21. September 1985                                      |
| 23  | Michael Spinks      | 21. September 1985 bis 27. Juni 1988                                        |
| 24  | Mike Tyson          | 27. Juni 1988 bis 11. Februar 1990                                          |
| 25  | Lennox Lewis        | 8. Juni 2002 bis 6. Februar 2004                                            |
| 26  | Vitali Klitschko    | 24. April 2004 bis 9. November 2005                                         |
| 27  | Wladimir Klitschko  | 20. Juni 2009 bis 28. November 2015                                         |
| 28  | Tyson Fury          | 28. November 2015 bis 1. Februar 2018, 22. Februar 2020 bis 13. August 2022 |
| 29  | Oleksandr Ussyk     | seit 20. August 2022                                                        |

## Cruisergewicht
| Nr. | Weltmeister           | Amt                                    |
| --- | --------------------- | -------------------------------------- |
| 1   | Carlos De León        | 3. Februar 1984 bis 6. Juni 1985       |
| 2   | Alfonso Ratliff       | 6. Juni 1985 bis 21. September 1985    |
| 3   | Bernard Benton        | 21. September 1985 bis 22. März 1986   |
| 4   | Carlos De León (2)    | 22. März 1986 bis 30. März 1987        |
| 5   | Jean-Marc Mormeck     | 2. April 2005 bis 7. Januar 2006       |
| 6   | O’Neil Bell           | 7. Januar 2006 bis 17. März 2007       |
| 7   | Jean-Marc Mormeck (2) | 17. März 2007 bis 10. November 2007    |
| 8   | David Haye            | 10. November 2007 bis 23. Mai 2008     |
| 9   | Tomasz Adamek         | 11. Dezember 2008 bis 20. Februar 2010 |
| 10  | Yoan Pablo Hernandez  | 4. Februar 2012 bis 29. September 2015 |
| 11  | Oleksandr Ussyk       | 21. Juli 2018 – aktuell                |

## Halbschwergewicht
| Nr. | Weltmeister           | Amt                                     |
| --- | --------------------- | --------------------------------------- |
| 1   | Maxie Rosenbloom      | 25. Juni 1930 bis 16. November 1934     |
| 2   | Bob Olin              | 16. November 1934 bis 31. Oktober 1935  |
| 3   | John Henry Lewis      | 31. Oktober 1935 – Juni 1939            |
| 4   | Billy Conn            | 13. Juli 1939 – Mai 1941                |
| 5   | Gus Lesnevich         | 26. August 1941 bis 26. Juli 1948       |
| 6   | Freddie Mills         | 26. Juli 1948 bis 24. Januar 1950       |
| 7   | Joey Maxim            | 24. Januar 1950 bis 17. Dezember 1952   |
| 8   | Archie Moore          | 17. Dezember 1952 bis 12. Mai 1962      |
| 9   | Harold Johnson        | 12. Mai 1962 bis 1. Juni 1963           |
| 10  | Willie Pastrano       | 1. Juni 1963 bis 30. März 1965          |
| 11  | José Torres           | 30. März 1965 bis 16. Dezember 1966     |
| 12  | Dick Tiger            | 16. Dezember 1966 bis 24. Mai 1968      |
| 13  | Bob Foster            | 24. Mai 1968 bis 16. September 1974     |
| 14  | Víctor Galíndez       | 1979 – 30. November 1979                |
| 15  | Matthew Saad Muhammad | 30. November 1979 bis 19. Dezember 1981 |
| 16  | Dwight Muhammad Qawi  | 19. Dezember 1981 bis 18. März 1983     |
| 17  | Michael Spinks        | 18. März 1983 bis 21. September 1985    |
| 18  | Roy Jones Jr.         | 2001 – 15. Mai 2004                     |
| 19  | Antonio Tarver        | 15. Mai 2004 bis 18. Dezember 2004      |
| 20  | Glen Johnson          | 18. Dezember 2004 bis 18. Juni 2005     |
| 21  | Antonio Tarver (2)    | 18. Juni 2005 bis 10. Juni 2006         |
| 22  | Bernard Hopkins       | 10. Juni 2006 bis 19. April 2008        |
| 23  | Joe Calzaghe          | 19. April 2008 bis 6. Februar 2009      |
| 24  | Jean Pascal           | 14. August 2010 bis 21. Mai 2011        |
| 25  | Bernard Hopkins (2)   | 21. Mai 2011 bis 28. April 2012         |
| 26  | Chad Dawson           | 28. April 2012 bis 8. Juni 2013         |
| 27  | Adonis Stevenson      | 8. Juni 2013 bis 24. November 2015      |
| 28  | Andre Ward            | 17. Juni 2017 bis 21. September 2017    |

## Supermittelgewicht
| Nr. | Weltmeister  | Amt                                    |
| --- | ------------ | -------------------------------------- |
| 1   | Joe Calzaghe | 4. März 2006 bis 28. September 2008    |
| 2   | Andre Ward   | 17. Dezember 2011 bis 19. Februar 2015 |
| 3   | Callum Smith | 28. September 2018 – aktuell           |

## Mittelgewicht
| Nr. | Weltmeister            | Amt                                      |
| --- | ---------------------- | ---------------------------------------- |
| 1   | Marcel Thil            | 1933 – 23. September 1937                |
| 2   | reddie Steele          | 23. September 1937–1938                  |
| 3   | Tony Zale              | 28. November 1941 bis 16. Juli 1947      |
| 4   | Rocky Graziano         | 16. Juli 1947 bis 10. Juni 1948          |
| 5   | Tony Zale (2)          | 10. Juni 1948 bis 21. September 1948     |
| 6   | Marcel Cerdan          | 21. September 1948 bis 16. Juni 1949     |
| 7   | Jake LaMotta           | 16. Juni 1949 bis 14. Februar 1951       |
| 8   | Sugar Ray Robinson     | 14. Februar 1951 bis 10. Juli 1951       |
| 9   | Randy Turpin           | 10. Juli 1951 bis 12. September 1951     |
| 10  | Sugar Ray Robinson (2) | 12. September 1951 bis 18. Dezember 1952 |
| 11  | Carl Olson             | 21. Oktober 1953 bis 9. Dezember 1955    |
| 12  | Sugar Ray Robinson (3) | 9. Dezember 1955 bis 2. Januar 1957      |
| 13  | Gene Fullmer           | 2. Januar 1957 bis 1. Mai 1957           |
| 14  | Sugar Ray Robinson (4) | 1. Mai 1957 bis 23. September 1957       |
| 15  | Carmen Basilio         | 23. September 1957 bis 25. März 1958     |
| 16  | Sugar Ray Robinson (5) | 28. März 1958 bis 22. Januar 1960        |
| 17  | Paul Pender            | 22. Januar 1960 bis 11. Juli 1961        |
| 18  | Terry Downes           | 11. Juli 1961 bis 7. April 1962          |
| 19  | Paul Pender (2)        | 7. April 1962 bis 7. Mai 1963            |
| 20  | Dick Tiger             | 7. Mai 1963 bis 7. Dezember 1963         |
| 21  | Joey Giardello         | 7. Dezember 1963 bis 21. Oktober 1965    |
| 22  | Dick Tiger (2)         | 21. Oktober 1965 bis 25. April 1966      |
| 23  | Emile Griffith         | 25. April 1966 bis 17. April 1967        |
| 24  | Nino Benvenuti         | 17. April 1967 bis 29. September 1967    |
| 25  | Emile Griffith (2)     | 29. September 1967 bis 4. März 1968      |
| 26  | Nino Benvenuti (2)     | 4. März 1968 bis 7. November 1970        |
| 27  | Carlos Monzón          | 7. November 1970 bis 29. August 1977     |
| 28  | Rodrigo Valdez         | 5. November 1977 bis 22. April 1978      |
| 29  | Hugo Corro             | 22. April 1978 bis 30. Juni 1979         |
| 30  | Vito Antuofermo        | 30. Juni 1979 bis 16. März 1980          |
| 31  | Alan Minter            | 16. März 1980 bis 27. September 1980     |
| 32  | Marvin Hagler          | 27. September 1980 bis 6. April 1987     |
| 33  | Sugar Ray Leonard      | 6. April 1987 – 1987                     |
| 34  | Sumbu Kalambay         | 6. Juli 1988 – 1988                      |
| 35  | Bernard Hopkins        | 29. September 2001 bis 16. Juli 2005     |
| 36  | Jermain Taylor         | 16. Juli 2005 bis 29. September 2007     |
| 37  | Kelly Pavlik           | 29. September 2007 bis 17. April 2010    |
| 38  | Sergio Martínez        | 17. April 2010 bis 7. Juni 2014          |
| 39  | Miguel Cotto           | 7. Juni 2014 bis 21. November 2015       |
| 40  | Saúl Álvarez           | 21. November 2015 bis 12. Juni 2018      |
| 41  | Saúl Álvarez (2)       | 15. September 2018 – aktuell             |

## Halbmittelgewicht
| Nr. | Weltmeister             | Amt                                       |
| --- | ----------------------- | ----------------------------------------- |
| 1   | Oscar Albarado          | 4. Juni 1974 bis 21. Januar 1975          |
| 2   | Kōichi Wajima           | 21. Januar 1975 bis 7. Juni 1975          |
| 3   | Yuh Jae-doo             | 7. Juni 1975 bis 17. Februar 1976         |
| 4   | Kōichi Wajima (2)       | 17. Februar 1976 bis 18. Mai 1976         |
| 5   | José Manuel Durán       | 18. Mai 1976 bis 8. Oktober 1976          |
| 6   | Miguel Angel Castellini | 8. Oktober 1976 bis 5. März 1977          |
| 7   | Eddie Gazo              | 5. März 1977 bis 9. August 1978           |
| 8   | Masashi Kudō            | 9. August 1978 bis 24. Oktober 1979       |
| 9   | Ayub Kalule             | 24. Oktober 1979 bis 25. Juni 1981        |
| 10  | Sugar Ray Leonard       | 25. Juni 1981 bis 25. Juni 1982           |
| 11  | Thomas Hearns           | Mai 1983 – September 1986                 |
| 12  | Óscar de la Hoya        | 14. September 2002 bis 13. September 2003 |
| 13  | Shane Mosley            | 13. September 2003 bis 13. März 2004      |
| 14  | Winky Wright            | 13. März 2004 bis 7. November 2005        |
| 15  | Saúl Álvarez            | 20. April 2013 bis 14. September 2013     |
| 16  | Floyd Mayweather Jr.    | 14. September 2013 bis 10. August 2015    |

## Weltergewicht
| Nr. | Weltmeister              | Amt                                       |
| --- | ------------------------ | ----------------------------------------- |
| 1   | Jimmy McLarnin           | 1933 – 28. Mai 1934                       |
| 2   | Barney Ross              | 28. Mai 1934 bis 17. September 1934       |
| 3   | Jimmy McLarnin (2)       | 17. September 1934 bis 28. Mai 1935       |
| 4   | Barney Ross (2)          | 28. Mai 1935 bis 31. Mai 1938             |
| 5   | Henry Armstrong          | 31. Mai 1938 bis 4. Oktober 1940          |
| 6   | Fritzie Zivic            | 4. Oktober 1940 bis 29. Juli 1941         |
| 7   | Freddie Cochrane         | 29. Juli 1941 bis 1. Februar 1946         |
| 8   | Marty Servo              | 1. Februar 1946 bis 25. September 1946    |
| 9   | Sugar Ray Robinson       | 20. Dezember 1946–1951                    |
| 10  | Kid Gavilán              | 29. August 1951 bis 20. Oktober 1954      |
| 11  | Johnny Saxton            | 20. Oktober 1954 bis 1. April 1955        |
| 12  | Tony DeMarco             | 1. April 1955 bis 10. Juni 1955           |
| 13  | Carmen Basilio           | 10. Juni 1955 bis 14. März 1956           |
| 14  | Johnny Saxton            | 14. März 1956 bis 12. September 1956      |
| 15  | Carmen Basilio (2)       | 12. September 1956 bis 23. September 1957 |
| 16  | Virgil Akins             | 6. Juni 1958 bis 5. Dezember 1958         |
| 17  | Don Jordan               | 5. Dezember 1958 bis 27. Mai 1960         |
| 18  | Benny Paret              | 27. Mai 1960 bis 1. April 1961            |
| 19  | Emile Griffith           | 1. April 1961 bis 30. September 1961      |
| 20  | Benny Paret (2)          | 30. September 1961 bis 24. März 1962      |
| 21  | Emile Griffith (2)       | 24. März 1962 bis 21. März 1963           |
| 22  | Luis Rodríguez           | 21. März 1963 bis 8. Juni 1963            |
| 23  | Emile Griffith (3)       | 8. Juni 1963 bis 25. April 1966           |
| 24  | Curtis Cokes             | 28. November 1966 bis 18. April 1969      |
| 25  | José Nápoles             | 18. April 1969 bis 3. Dezember 1970       |
| 26  | Billy Backus             | 3. Dezember 1970 bis 4. Juni 1971         |
| 27  | José Nápoles (2)         | 4. Juni 1971 bis 6. Dezember 1975         |
| 28  | John H. Stracey          | 6. Dezember 1975 bis 22. Juni 1976        |
| 29  | Carlos Palomino          | 22. Juni 1976 bis 14. Januar 1979         |
| 30  | Wilfred Benitez          | 14. Januar 1979 bis 30. November 1979     |
| 31  | Sugar Ray Leonard        | 30. November 1979 bis 20. Juni 1980       |
| 32  | Roberto Durán            | 20. Juni 1980 bis 25. November 1980       |
| 33  | Sugar Ray Leonard (2)    | 25. November 1980 bis 9. November 1982    |
| 34  | Donald Curry             | 6. Dezember 1985 bis 27. September 1986   |
| 35  | Lloyd Honeyghan          | 27. September 1986 bis 27. Oktober 1987   |
| 36  | Jorge Vaca               | 27. Oktober 1987 bis 29. März 1988        |
| 37  | Lloyd Honeyghan          | 29. März 1988 bis 4. Februar 1989         |
| 38  | Marlon Starling          | 4. Februar 1989 – 1989                    |
| 39  | Vernon Forrest           | 26. Januar 2002 bis 25. Januar 2003       |
| 40  | Ricardo Mayorga          | 25. Januar 2003 bis 13. Dezember 2003     |
| 41  | Cory Spinks              | 13. Dezember 2003 bis 5. Februar 2005     |
| 42  | Zab Judah                | 5. Februar 2005 bis 7. Januar 2006        |
| 43  | Carlos Manuel Baldomir   | 7. Januar 2006 bis 4. November 2006       |
| 44  | Floyd Mayweather Jr.     | 4. November 2006 bis 29. Juni 2008        |
| 45  | Floyd Mayweather Jr. (2) | 4. Mai 2013 bis 12. September 2015        |

## Halbweltergewicht
| Nr. | Weltmeister           | Amt                                  |
| --- | --------------------- | ------------------------------------ |
| 1   | Duilio Loi            | 15. Dezember 1962 – Januar 1963      |
| 2   | Eddie Perkins         | 1963 – 18. Januar 1965               |
| 3   | Carlos Hernández      | 18. Januar 1965 bis 29. April 1966   |
| 4   | Sandro Lopopolo       | 29. April 1966 bis 30. April 1967    |
| 5   | Takeshi Fuji          | 30. April 1967 bis 12. Dezember 1968 |
| 6   | Nicolino Locche       | 12. Dezcember 1968 bis 10. März 1972 |
| 7   | Alfonso Frazer        | 10. März 1972 bis 28. Oktober 1972   |
| 8   | Antonio Cervantes     | 28. Oktober 1972 bis 6. März 1976    |
| 9   | Wilfred Benitez       | 6. März 1976 bis 14. Januar 1979     |
| 10  | Antonio Cervantes (2) | 1979 – 2. August 1980                |
| 11  | Aaron Pryor           | 2. August 1980 bis 26. Oktober 1983  |
| 12  | Kostya Tszyu          | 3. November 2001 bis 4. Juni 2005    |
| 13  | Ricky Hatton          | 4. Juni 2005 bis 2. Mai 2009         |
| 14  | Manny Pacquiao        | 2. Mai 2009 bis 23. Juli 2010        |
| 15  | Danny García          | 14. Juli 2012 bis 1. August 2015     |
| 16  | Terence Crawford      | 23. Juli 2016 bis 26. Oktober 2017   |

## Leichtgewicht
| Nr. | Champion             | Amt                                     |
| --- | -------------------- | --------------------------------------- |
| 1   | Barney Ross          | 23. Juni 1933 – 1933                    |
| 2   | Tony Canzoneri       | 10. Mai 1935 bis 3. September 1936      |
| 3   | Lou Ambers           | 3. September 1936 bis 17. August 1938   |
| 4   | Henry Armstrong      | 17. August 1938 bis 22. August 1939     |
| 5   | Lou Ambers (2)       | 22. August 1939 bis 10. Mai 1940        |
| 6   | Lew Jenkins          | 10. Mai 1940 bis 19. Dezember 1941      |
| 7   | Sammy Angott         | 19. Dezember 1941 bis 13. November 1942 |
| 8   | Ike Williams         | 4. August 1947 bis 25. Mai 1951         |
| 9   | Jimmy Carter         | 25. Mai 1951 bis 14. Mai 1952           |
| 10  | Lauro Salas          | 14. Mai 1952 bis 15. Oktober 1952       |
| 11  | Jimmy Carter (2)     | 15. Oktober 1952 bis 5. März 1954       |
| 12  | Paddy DeMarco        | 5. März 1954 bis 17. November 1954      |
| 13  | Jimmy Carter (3)     | 17. November 1954 bis 29. Juni 1955     |
| 14  | Wallace Smith        | 29. Juni 1955 bis 24. August 1956       |
| 15  | Joe Brown            | 24. August 1956 bis 21. April 1962      |
| 16  | Carlos Ortiz         | 21. April 1962 bis 10. April 1965       |
| 17  | Ismael Laguna        | 10. April 1965 bis 13. November 1965    |
| 18  | Carlos Ortiz (2)     | 13. November 1965 bis 29. Juni 1968     |
| 19  | Carlos Teo Cruz      | 29. Juni 1968 bis 18. Februar 1969      |
| 20  | Mando Ramos          | 18. Februar 1969 bis 3. März 1970       |
| 21  | Ismael Laguna (2)    | 3. März 1970 bis 26. September 1970     |
| 22  | Ken Buchanan         | 26. September 1970 bis 26. Juni 1972    |
| 23  | Roberto Durán        | 26. Juni 1972 bis 2. Februar 1979       |
| 24  | Jim Watt             | 12. April 1981 bis 20. Juni 1981        |
| 25  | Alexis Argüello      | 20. Juni 1981 – Februar 1983            |
| 26  | Julio César Chávez   | 29. Oktober 1988 bis 2. März 1989       |
| 27  | Pernell Whitaker     | 11. August 1990 bis 14. Januar 1992     |
| 28  | Floyd Mayweather Jr. | 20. April 2002 bis 22. Mai 2004         |
| 29  | José Luis Castillo   | 5. Juni 2004 bis 7. Mai 2005            |
| 30  | Diego Corrales       | 7. Mai 2005 bis 7. Oktober 2006         |
| 31  | Joel Casamayor       | 7. Oktober 2006 bis 13. September 2008  |
| 32  | Juan Manuel Márquez  | 13. September 2008 bis 14. April 2012   |
| 33  | Terence Crawford     | 29. November 2014 bis 18. April 2015    |
| 34  | Jorge Linares        | 24. September 2016 bis 12. Mai 2018     |
| 35  | Wassyl Lomatschenko  | 12. Mai 2018 – aktuell                  |

## Superfedergewicht
| Nr. | Weltmeister        | Amt                                   |
| --- | ------------------ | ------------------------------------- |
| 1   | Flash Elorde       | 1963 – 15. Juni 1967                  |
| 2   | Yoshiaki Numata    | 15. Juni 1967 bis 14. Dezember 1967   |
| 3   | Hiroshi Kobayashi  | 14. Dezember 1967 bis 29. Juli 1971   |
| 4   | Alfredo Marcano    | 29. Juli 1971 bis 25. April 1972      |
| 5   | Ben Villaflor      | 25. April 1972 bis 13. März 1973      |
| 6   | Kuniaki Shibata    | 13. März 1973 bis 17. Oktober 1973    |
| 7   | Ben Villaflor (2)  | 17. Oktober 1973 bis 16. Oktober 1976 |
| 8   | Samuel Serrano     | 16. Oktober 1976 bis 2. August 1980   |
| 9   | Yasutsune Uehara   | 2. August 1980 bis 9. April 1981      |
| 10  | Samuel Serrano (2) | 9. April 1981 bis 19. Januar 1983     |
| 11  | Roger Mayweather   | 19. Januar 1983 bis 26. Februar 1984  |
| 12  | Rocky Lockridge    | 26. Februar 1984 bis 19. Mai 1985     |
| 13  | Wilfredo Gómez     | 19. Mai 1985 bis 24. Mai 1986         |
| 14  | Alfredo Layne      | 24. Mai 1986 bis 27. September 1986   |
| 15  | Brian Mitchell     | 27. September 1986 bis 30. März 1987  |
| 16  | Manny Pacquiao     | 15. März 2008 – Juli 2008             |

## Federgewicht
| Nr. | Weltmeister           | Amt                                      |
| --- | --------------------- | ---------------------------------------- |
| 1   | Kid Chocolate         | 1933 – 1933                              |
| 2   | Freddie Miller        | 1935 – 11. Mai 1936                      |
| 3   | Petey Sarron          | 11. Mai 1936 bis 29. Oktober 1937        |
| 4   | Henry Armstrong       | 29. Oktober 1937 bis 5. Dezember 1938    |
| 5   | Joey Archibald        | 18. April 1939 bis 10. Mai 1940          |
| 6   | Harry Jeffra          | 20. Mai 1940 bis 12. Mai 1941            |
| 7   | Joey Archibald (2)    | 12. Mai 1941 bis 11. September 1941      |
| 8   | Chalky Wright         | 11. September 1941 bis 20. November 1942 |
| 9   | Willie Pep            | 20. November 1942 bis 29. Oktober 1948   |
| 10  | Sandy Saddler         | 29. Oktober 1948 bis 11. Februar 1949    |
| 11  | Willie Pep (2)        | 11. Februar 1949 bis 8. September 1950   |
| 12  | Sandy Saddler (2)     | 8. September 1950 bis 21. Januar 1957    |
| 13  | Hogan Bassey          | 24. Juni 1957 bis 18. März 1959          |
| 14  | Davey Moore           | 18. März 1959 bis 21. März 1963          |
| 15  | Sugar Ramos           | 21. März 1963 bis 26. September 1964     |
| 16  | Vicente Saldivar      | 26. September 1964 bis 14. Oktober 1967  |
| 17  | Johnny Famechon       | 21. Januar 1969 bis 9. Mai 1970          |
| 18  | Vicente Saldivar (2)  | 9. Mai 1970 bis 11. Dezember 1970        |
| 19  | Kuniaki Shibata       | 11. Dzcember 1970 bis 19. Mai 1972       |
| 20  | Clemente Sánchez      | 19. Mai 1972 bis 16. Dezember 1972       |
| 21  | Alexis Argüello       | 31. Mai 1976 bis 20. Juni 1977           |
| 22  | Danny Lopez           | 10. März 1979 bis 2. Februar 1980        |
| 23  | Salvador Sánchez      | 2. Februar 1980 bis 12. August 1982      |
| 24  | Eusebio Pedroza       | 22. September 1982 bis 8. Juni 1985      |
| 25  | Barry McGuigan        | 8. Juni 1985 bis 23. Juni 1986           |
| 26  | Steve Cruz            | 23. Juni 1986 bis 6. März 1987           |
| 27  | Antonio Esperragozza  | 6. März 1987 – 1987                      |
| 28  | Marco Antonio Barrera | 22. Juni 2002 bis 15. November 2003      |
| 29  | Manny Pacquiao        | 15. November 2003 bis 19. März 2005      |
| 30  | Miguel Ángel García   | 19. Januar 2013 bis 15. Juni 2013        |

## Superbantamgewicht
| Nr. | Weltmeister          | Amt                                 |
| --- | -------------------- | ----------------------------------- |
| 1   | Wilfredo Gómez       | 9. März 1979 – Mai 1983             |
| 2   | Paulie Ayala         | 23. Februar 2002 – Mai 2004         |
| 3   | Israel Vázquez       | 3. Dezember 2005 bis 3. März 2007   |
| 4   | Rafael Márquez       | 3. März 2007 bis 4. August 2007     |
| 5   | Israel Vázquez (2)   | 4. August 2007 bis 28. Mai 2009     |
| 6   | Nonito Donaire       | 13. Oktober 2012 bis 13. April 2013 |
| 7   | Guillermo Rigondeaux | 13. April 2013 bis 9. Februar 2016  |

## Bantamgewicht
| Nr. | Weltmeister           | Amt                                     |
| --- | --------------------- | --------------------------------------- |
| 1   | Panama Al Brown       | 18. Juni 1929 bis 1. Juni 1935          |
| 2   | Baltazar Sangchili    | 1. June 1935 bis 29. Juni 1936          |
| 3   | Tony Marino           | 29. Juni 1936 bis 1. August 1936        |
| 4   | Sixto Escobar         | 31. August 1936 bis 23. September 1937  |
| 5   | Harry Jeffra          | 23. September 1937 bis 20. Februar 1938 |
| 6   | Sixto Escobar (2)     | 20. Februar 1938 bis 4. Oktober 1939    |
| 7   | Louis Salica          | 13. Januar 1941 bis 7. August 1942      |
| 8   | Manuel Ortiz          | 7. August 1942 bis 6. Januar 1947       |
| 9   | Harold Dade           | 6. Januar 1947 bis 11. März 1947        |
| 10  | Manuel Ortiz (2)      | 11. März 1947 bis 31. Mai 1950          |
| 11  | Vic Toweel            | 31. Mai 1950 bis 15. November 1952      |
| 12  | Jimmy Carruthers      | 15. November 1952 bis 16. Mai 1954      |
| 13  | Robert Cohen          | 19. September 1954 bis 29. Juni 1956    |
| 14  | Mario D’Agata         | 29. Juni 1956 bis 1. April 1957         |
| 15  | Alphonse Halimi       | 1. 1957 – 8. Juli 1959                  |
| 16  | José Becerra          | 8. Juli 1959 bis 30. August 1960        |
| 17  | Éder Jofre            | 25. März 1961 bis 17. Mai 1965          |
| 18  | Fighting Harada       | 17. Mai 1965 bis 26. Februar 1968       |
| 19  | Lionel Rose           | 26. Februar 1968 bis 22. August 1969    |
| 20  | Rubén Olivares        | 22. August 1969 bis 16. Oktober 1970    |
| 21  | Chucho Castillo       | 16. Oktober 1970 bis 2. April 1971      |
| 22  | Rubén Olivares (2)    | 2. April 1971 bis 19. März 1972         |
| 23  | Rafael Herrera        | 19. März 1972 bis 30. Juli 1972         |
| 24  | Enrique Pinder        | 30. Juli 1972 bis 30. Januar 1973       |
| 25  | Romeo Anaya           | 20. Januar 1973 bis 3. November 1973    |
| 26  | Arnold Taylor         | 3. November 1973 bis 3. Juli 1974       |
| 27  | Soo Hwan Hong         | 3. Juli 1974 bis 14. März 1975          |
| 28  | Alfonso Zamora        | 14. März 1975 bis 19. November 1977     |
| 29  | Jorge Lujan           | 19. November 1977 bis 29. August 1980   |
| 30  | Julian Solis          | 29. August 1980 bis 14. November 1980   |
| 31  | Jeff Chandler         | 14. November 1980 bis 7. April 1984     |
| 32  | Richard Sandoval      | 7. April 1984 bis 10. März 1986         |
| 33  | Gaby Canizales        | 10. März 1986 bis 4. Juni 1986          |
| 34  | Bernardo Pinango      | 4. Juni 1986 – März 1987                |
| 35  | Shinsuke Yamanaka     | 16. September 2016 bis 15. August 2017  |
| 36  | Luis Nery             | 15. August 2017 bis 26. September 2017  |
| 37  | Shinsuke Yamanaka (2) | 26. September 2017 bis 1. März 2018     |

## Superfliegengewicht
| Nr. | Weltmeister            | Amt                        |
| --- | ---------------------- | -------------------------- |
| 1   | Srisaket Sor Rungvisai | 24. Februar 2018 – aktuell |

## Fliegengewicht
| Nr. | Weltmeister           | Amt                                      |
| --- | --------------------- | ---------------------------------------- |
| 1   | Pancho Villa          | 18. Juni 1923 bis 24. September 1925     |
| 2   | Fidel LaBarba         | 21. Januar 1927 bis 23. August 1927      |
| 3   | Benny Lynch           | 19. Januar 1937 bis 29. Juni 1938        |
| 4   | Peter Kane            | 22. September 1938 bis 19. Juni 1943     |
| 5   | Jackie Paterson       | 19. Juni 1943 bis 23. März 1948          |
| 6   | Rinty Monaghan        | 23. März 1948 bis 25. April 1950         |
| 7   | Terry Allen           | 25. April 1950 bis 1. August 1950        |
| 8   | Dado Marino           | 1. August 1950 bis 19. Mai 1952          |
| 9   | Yoshio Shirai         | 19. Mai 1952 bis 26. November 1954       |
| 10  | Pascual Pérez         | 26. November 1954 bis 16. April 1960     |
| 11  | Pone Kingpetch        | 16. April 1960 bis 10. Oktober 1962      |
| 12  | Fighting Harada       | 10. Oktober 1962 bis 12. Januar 1963     |
| 13  | Pone Kingpetch (2)    | 12. Januar 1963 bis 18. September 1963   |
| 14  | Hiroyuki Ebihara      | 18. September 1963 bis 23. Januar 1964   |
| 15  | Pone Kingpetch (3)    | 23. Januar 1964 bis 23. April 1965       |
| 16  | Salvatore Burruni     | 23. April 1965 bis 14. Juni 1966         |
| 17  | Walter McGowan        | 14. Juni 1966 bis 30. Dezember 1966      |
| 18  | Chartchai Chionoi     | 30. Dezember 1966 bis 23. Februar 1969   |
| 19  | Efren Torres          | 23. Februar 1969 bis 20. März 1970       |
| 20  | Chartchai Chionoi (2) | 20. März 1970 bis 7. Dezember 1970       |
| 21  | Erbito Salavarria     | 7. Dezember 1970 bis 9. Februar 1973     |
| 22  | Venice Borkhorsor     | 9. Februar 1973 bis 10. Juli 1973        |
| 23  | Miguel Canto          | 8. Januar 1975 bis 18. März 1979         |
| 24  | Park Chan-hee         | 18. März 1979 bis 18. Mai 1980           |
| 25  | Shōji Oguma           | 18. Mai 1980 bis 12. Mai 1981            |
| 26  | Antonio Avelar        | 12. Mai 1981 bis 20. März 1982           |
| 27  | Prudencio Cardona     | 20. März 1982 bis 24. Juli 1982          |
| 28  | Freddy Castillo       | 24. Juli 1982 bis 6. November 1982       |
| 29  | Eleoncio Mercedes     | 6. November 1982 bis 15. März 1983       |
| 30  | Charlie Magri         | 15. März 1983 bis 27. September 1983     |
| 31  | Frank Cedeno          | 27. September 1983 bis 18. Januar 1984   |
| 32  | Kōji Kobayashi        | 18. Januar 1984 bis 9. April 1984        |
| 33  | Gabriel Bernal        | 9. April 1984 bis 8. Oktober 1984        |
| 34  | Sot Chitalada         | 8. Oktober 1984 bis 24. Juli 1988        |
| 35  | Kim Yong-kang         | 24. Juli 1988 – 1988                     |
| 36  | Pongsaklek Wonjongkam | 27. März 2010 bis 2. März 2012           |
| 37  | Sonny Boy Jaro        | 2. März 2012 bis 16. Juli 2012           |
| 38  | Toshiyuki Igarashi    | 16. Juli 2012 bis 8. April 2013          |
| 39  | Akira Yaegashi        | 8. April 2013 bis 5. September 2014      |
| 40  | Roman Gonzalez        | 5. September 2014 bis 10. September 2016 |

## Halbfliegengewicht
| Nr. | Weltmeister        | Amt                                    |
| --- | ------------------ | -------------------------------------- |
| 1   | Rosendo Álvarez    | 31. März 2003 bis 2. Oktober 2004      |
| 2   | Hugo Fidel Cázares | 30. September 2006 bis 25. August 2007 |
| 3   | Iván Calderón      | 25. August 2007 bis 28. August 2010    |
| 4   | Giovanni Segura    | 28. August 2010 bis 19. September 2011 |
| 5   | Donnie Nietes      | 10. Mai 2014 bis 17. August 2016       |
| 6   | Ryōichi Taguchi    | 31. Dezember 2017 bis 19. Mai 2018     |
| 7   | Hekkie Budler      | 20. Mai 2018 bis 31. Dezember 2018     |
| 8   | Hiroto Kyoguchi    | 31. Dezember 2018 – aktuell            |

## Strohgewicht
Der Titel des Ringmagazins wurde in dieser Gewichtsklasse bisher noch nicht vergeben.